# Katie Maguire
Katie Maguire (ang. Katie Maguire) – thriller Grahama Mastertona.
Książka opowiada o śledztwie prowadzonym przez główną bohaterkę, Katie Maguire, która jest oficerem irlandzkiej Gardy (policji). Śledztwo to dotyczy znalezienia na irlandzkiej farmie szkieletów 11 kobiet, które wskazują na mordy rytualne. W czasie śledztwa giną kolejne ofiary.